# Steven Universe: The Movie
Steven Universe: The Movie (Steven Universe: De Film) is een televisie-animatiefilm uit 2019, gebaseerd op de televisieserie Steven Universe, bedacht door Rebecca Sugar. De film is een musical en bevat liedjes geschreven door onder anderen Rebecca Sugar, Estelle, Aimee Mann, Mike Kroll en Chance the Rapper. De soundtrack en instrumentatie werden net als bij de serie verzorgd door Aivi & Surasshu.
Het verhaal van de film speelt zich af twee jaar na de gebeurtenissen uit Change Your Mind, de finale van de originele serie. Steven en de edelstenen moeten de aarde redden van een kwaadaardige steen die een geschiedenis heeft met Steven's moeder.
De film ging in première op 2 september 2019 in Amerika, in Nederland werd de film op 31 mei 2020 met Nederlandse stemmen uitgezonden.

## Verhaal
Twee jaar na de gebeurtenissen in Change Your Mind ziet het Universum er een stuk anders uit. Steven Universe, nu 16 jaar oud, heeft een halt toegeroepen tot de tirannie van de Diamanten en heeft de koloniën van de thuisplaneet bevrijd. Op aarde zijn alle verontreinigde stenen genezen, De edelstenen hebben een dorp met de naam Kleine Thuisplaneet gebouwd waar deze stenen in vrede kunnen leven en kunnen leren om samen te leven met mensen.
Steven's plannen om nu te genieten van zijn "lang en gelukkig" worden echter op zijn kop gezet wanneer een onbekende steen de aarde aanvalt met een injectie boor. Deze nieuwe steen, genaamd Spinel, gebruikt een wapen waarmee ze de Granaat, Parel en Amethyst, en zichzelf reset, waardoor de stenen nu geen herinneringen meer hebben aan Steven of hun ervaringen op aarde. De injectie boor waar Spinel de aarde mee aanviel bevat een gif waar al het leven op aarde binnen 48 uur mee wordt uitgeroeid.
Het is nu aan Steven om de herinneringen van zijn vrienden terug te brengen, het kwade plot van Spinel tegen te houden, en de aarde redden.

## Rolverdeling

### Engelse stemmen
- Steven Universe - Zach Callison
- Spinel - Sarah Stiles
- Amethyst - Michaela Dietz
- Pearl - Deedee Magno Hall
- Garnet - Estelle Swaray
- Sapphire - Erica Luttrell
- Ruby - Charlyne Yi
- Bismuth - Uzo Aduba
- Lapis Lazuli - Jennifer Paz
- Peridot - Shelby Rabara
- Connie Maheswaran - Grace Rolek
- Greg Universe - Tom Scharpling
- White Diamond - Christine Ebersole
- Yellow Diamond - Patti LuPone
- Blue Diamond - Lisa Hannigan
- Lars Barriga - Matthew Moy
- Sadie Miller - Kate Micucci
- Steg - Ted Leo
- Opal - Aimee Mann
- Nanefua Pizza - Toks Olagundoye

### Nederlandse stemmen
De Nederlandse versie van de Steven Universe film werd uitgezonden op 31 mei 2020. Omdat de liedjes een belangrijk onderdeel zijn van de film, is er opmerkelijk meer aandacht besteed aan de vertaling van de liedteksten ten opzichte van de serie. Waar de serie liedjes vaak letterlijk woord voor woord vertaalde, of in sommige gevallen zelfs Engelse teksten volledig intact liet ("Peace and Love", "Haven't You Noticed I'm A Star"), heeft de film creatieve vertalingen die op het gebied van kwaliteit doen denken aan de Nederlandse vertalingen van Disney films in de jaren 90. Ook aan de uitvoering van acteurs is meer aandacht besteed, de liedjes zijn trouw aan het origineel opgenomen. Voor de film heeft Steven's karakter voor het eerst een andere stemacteur voor de zang.
- Steven Universe - Jary Beekhuizen (spreekstem), Mitch Wolterink (zangstem)[1][2]
- Spinel - Carré Albers
- Amethist, Lazuur - Cynthia de Graaff
- Parel - Tineke Blok
- Granaat, Connie, Saffier, Opaal - Meghna Kumar
- Robijn, Sadie Miller - Anneke Beukman
- Peridoot, Witte Diamant - Donna Vrijhof
- Bismuth - Joanne Telesford
- Fred Universe - Huub Dikstaal
- Steg Multiverse - Tony Neef
- Gele Diamant - Hilde de Mildt
- Blauwe Diamant - ????

## Achtergrond en productie
Productie voor de film begon in 2017. Het verhaal was geïnspireerd door een ervaring van Rebecca Sugar. Op een vakantie naar Japan wiste ze per ongeluk alle data op haar telefoon. Het verlies van jaren aan foto's en aantekeningen diende als inspiratie voor het resetten van de Edelstenen. 
Het karakter van Spinel was geïnspireerd door een konijnenknuffel die Sugar in haar jeugd had en kwijt raakte in de tuin. Veel later vond ze het beest weer terug, maar door de zon was het verkleurd en veranderd. Naar eigen zeggen zorgde dit voor haar eerste existentiële crisis, de realisatie dat dingen kunnen veranderen zonder dat je er zelf bij bent. Ze voelde zich heel erg schuldig dat ze zo roekeloos omging met iets waar ze dacht zo veel van te houden. Dit verhaal was ook de inspiratie voor haar lied "Everything Stays", wat ze schreef voor de serie Tijd voor Avontuur.
De filosofie achter de productie van Steven Universe was volgens Sugar altijd samenwerking. Het verhaal van de serie werd gevormd door persoonlijke ervaringen van het diverse team die eraan werkte. Sugar vindt het belangrijk de verschillen tussen mensen te omarmen. Wanneer het aankwam op het schrijven van de liedjes voor de film, schroomde ze zich niet om om hulp te vragen. Onder andere Estelle, Aimee Mann, Mike Kroll en Chance the Rapper schreven mee aan de liedjes voor de film. 
De film werd geschreven en gestoryboard door Lamar Abrams, Miki Brewster, Danny Cragg, Hilary Florido, Joe Johnston, Amish Kumar, Jeff Liu, Katie Mitroff, Kat Morris, Christopher Pianka, Madeline Queripel, Rebecca Sugar en Paul Villeco. Gast animator Takafumi Hori, die eerder meewerkte aan de aflevering "Mindful Education", deed de key animatie voor de introductie scène van Spinel ("Other Friends") en de laatste confrontatie tussen Steven en Spinel ("Change"). De animatie werd verzorgd door Sunmin Image Pictures Co. en Rough Draft Korea Co. 
Sugar regisseerde de film, maar deed voor het eerst ook de stemregie voor de film. Waar ze tijdens de serie vaak alleen insprong bij de regie van de opnames van liedjes, nam ze voor deze film de volledige stemregie voor haar rekening.